# Biohackers (televisieserie)
Biohackers is een Duitse thrillerserie geproduceerd door Christian Ditter in opdracht van Netflix. Biotechnologie speelt een grote rol doorheen de show. De serie ging in première op 20 augustus 2020.

## Verhaal
Mia Akerlund studeert geneeskunde aan de Universiteit van Freiburg. Ze ontmoet Jasper, een getalenteerde biologiestudent, en zijn huisgenoot Niklas. Door haar interesse in gentechnologie geraakt ze betrokken bij illegale genetische experimenten. Mia probeert ook de oorzaak van de dood van haar broer te onderzoeken. Wanneer baanbrekende onderzoeksresultaten in verkeerde handen zijn beland, moet Mia beslissen of ze haar vrienden wil beschermen of de dood van haar broer wil wreken.

## Cast
- Luna Wedler als Emma "Mia Akerlund" Engels
- Thomas Prenn als Niklas
- Adrian Julius Tillmann als Jasper
- Jessica Schwarz als Professor Tanja Lorenz
- Zeynep Bozbay als Petra Eller
- Caro Cult als Lotta
- Eleonore Daniel als Heike
- Sebastian Jakob Doppelbauer als Ole
- Jing Xiang als Chen-Lu
- Benno Fürmann als Andreas Winter

## Productie
Er werd zowel in studio's in München als op locatie in de Universiteit van Freiburg en omgeving gefilmd. Het filmen begon in mei 2019 en eindigde in september 2019. FilmFernsehFonds Bayern, dat ook de serie Dark sponsorde, heeft de productie van het eerste seizoen voor 400 000 euro deels gesponsord.

## Release
Oorspronkelijk zou het eerste seizoen op 30 april 2020 uitgebracht worden, maar dit werd uitgesteld naar 20 augustus 2020 omdat bepaalde scenes verkeerd geïnterpreteerd kunnen worden als verwijzingen naar COVID-19.